# Bregenz
Bregenz är en stadskommun i Österrike på Bodensjöns östra strand. Bregenz är huvudstad i förbundslandet Vorarlberg samt huvudort i distriktet Bregenz.  Kommunen har 29 643 invånare (2024) och består av två orter (Ortschaften) (inom parentes invånarantal 1 januari 2024):
- Bregenz (29 278)
- Fluh (365)

## Historia
Staden grundades som en fästning av kelter och blev den romerska handelsstaden Brigantium. Staden förstördes år 260 och anlades på nytt av alemanner. Under medeltiden styrdes staden först av grevarna av Bregenz, senare av grevarna av Montfort. Bregenz tillföll 1451 och 1523 Österrike. År 1646 intogs staden av svenska trupper under Carl Gustaf Wrangel. Åren 1805-14 tillhörde Bregenz kungariket Bayern.

## Kultur
Varje sommar anordnas musikfestivalen Bregenzer Festspiele vid Bodensjöns strand. Själva scenen byggs över vattnet, olika för olika uppsättningar, medan publiken sitter i en öppen läktare över stranden.
I staden finns Kunsthaus Bregenz, ritat av Peter Zumthor, samt konst- och kulturmuseet Vorarlberg museum.

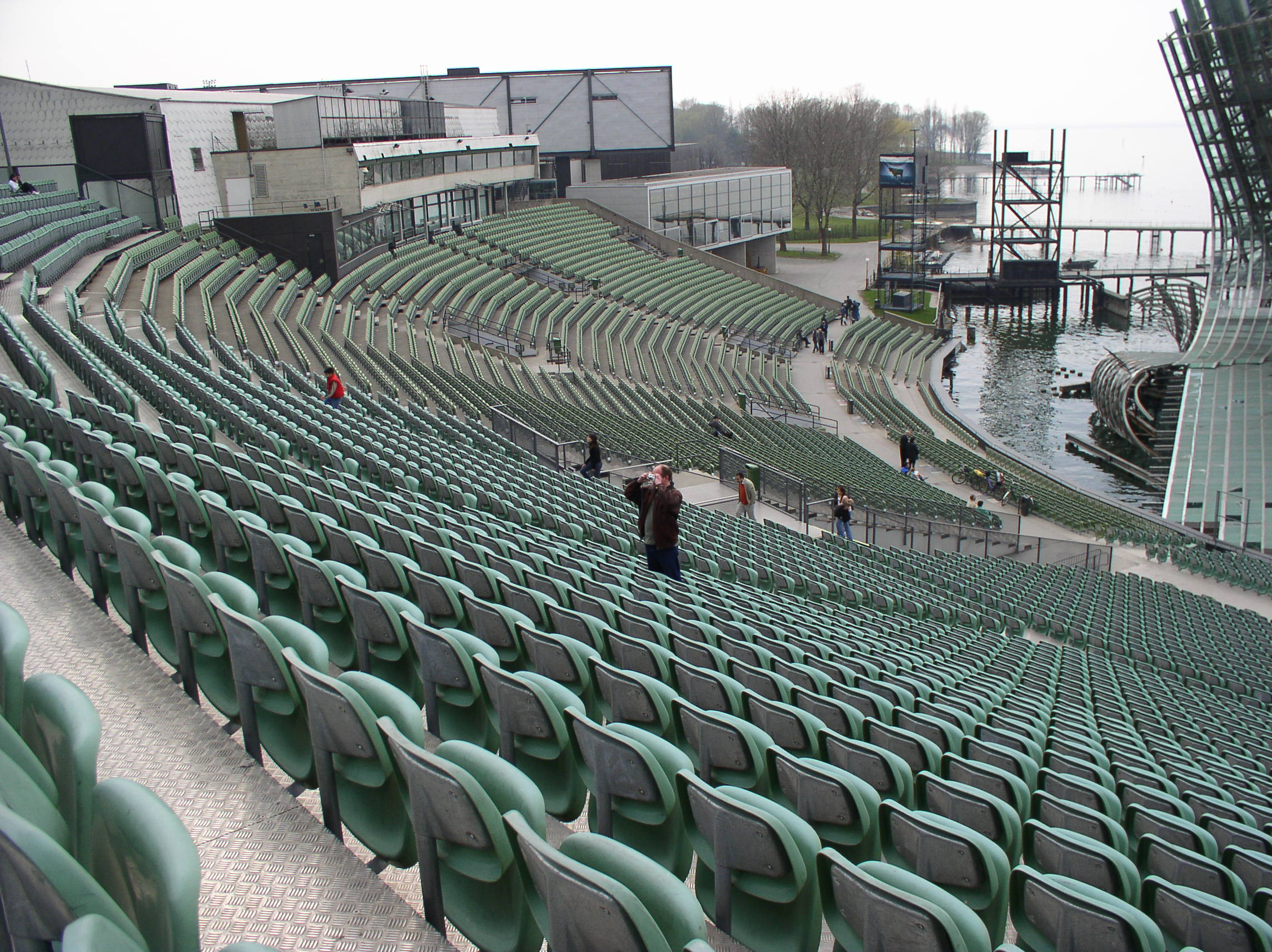
Åskådarläktaren, Bregenzer Festspiele.

## Personer från Bregenz
- Jürgen Penker, ishockeyspelare